# Lacroix-sur-Meuse
Lacroix-sur-Meuse är en kommun i departementet Meuse i regionen Grand Est (tidigare regionen Lorraine) i nordöstra Frankrike. Kommunen ligger i kantonen Saint-Mihiel som tillhör arrondissementet Commercy. År 2022 hade Lacroix-sur-Meuse 649 invånare.

## Befolkningsutveckling
Antalet invånare i kommunen Lacroix-sur-Meuse
| Referens: INSEE |